# Модзелевский, Станислав
Стани́слав Модзеле́вский (пол. Stanisław Modzelewski также известный как «Вампир из Галковки»; 15 марта 1929, д. Степанкове, Подляское воеводство — 13 ноября 1969, Варшава) — польский серийный убийца, осуждённый на смертную казнь за убийство 7 женщин и покушения на убийство ещё 6, совершённые им в период с 1952 по 1967 год. Сам же признался в убийстве 8 женщин, тело первой жертвы, однако, так и не было найдено.

## Биография
Станислав Модзелевский родился 15 марта 1929 года в деревне Степанково (Подляское воеводство, Польская Республика) в семье Александра и Елены Модзелевских. Окончил лишь 3 класса начальной школы, вследствие чего считался малограмотным. С 1947 по 1950 годы проходил срочную службу в польской армии. После демобилизации женился, завёл ребёнка, работал водителем грузового автомобиля в Варшаве.

### Серия убийств
17 июля 1952 года Модзелевский совершил первое доказанное убийство, задушив в лесу у деревни Галковка 67-летнюю Юзефу Петрижковскую, после чего преступник, похитив малоценные вещи, скрылся с места преступления. Модзелевский всегда использовал во время преступлений служебный грузовик, который помогал ему быстро перемещаться с места на место. Как правило, подбирая у дорог голосующих женщин, он завозил их в безлюдные места, где грабил (иногда насиловал) и убивал. Лишь первое преступление он совершил по иному сценарию. Тогда для отвлечения внимания жертвы Модзелевский использовал собственную военную форму, оставшуюся у него ещё со времен службы в армии. Впоследствии именно униформа, которую убийца активно использовал во время совершения некоторых преступлений, «помогала» ему избегать ареста в течение 15 лет. Сотрудники милиции же считали, что преступления совершает военный либо же работник железной дороги, поскольку большая часть убийств была совершена Модзелевским в окрестностях железнодорожных станций.
2 декабря 1952 года в деревне Рыдзынки Модзелевский убил 32-летнюю Марию Кунку, перед смертью преступник насиловал и пытал женщину, кроме того он забрал с собой её нижнее белье. 27 марта 1953 в деревне Новы-Юзефов преступник изнасиловал и убил 21-летнюю Терезию Пикарскую, вновь забрав с собой малоценные вещи жертвы. За 1954 год Модзелевский совершил три покушения на убийство, но всем его жертвам удалось выжить. 1 января 1955 года опять же в деревне Галковка преступник убил 24-летнюю Ирену Дунайску. Тело со следами изнасилования и многочисленных пыток было найдено на следующий день. 14 марта 1956 в деревне Галковка Модзелевский изнасиловал и убил 18-летнюю Елену Валос, вновь похитив с места преступления малоценные вещи жертвы. 27 августа 1956 года Модзелевский, приехав в село Анджеюв, убил 22-летнюю Елену Кляту, но в последний раз преступника спугнули случайные прохожие, что сильно напугало Модзелевского, и более 10 лет он не совершал преступлений.

## Арест
К 1957 году следствие по серии убийств и покушений на убийство, совершенные Модзелевским, фактически зашло в тупик и было переквалифицировано в «висяк». Единственное, что знали следователи, — это то, что преступник носит военную форму и передвигается на грузовом автомобиле.
Однако новый ход делу дало преступление Модзелевского, которое он совершил уже непосредственно в Варшаве. 14 сентября 1967 года Модзелевский убил 87-летнюю Марию Галецкую и ограбил её квартиру. Милиция вспомнила о Модзелевском, так как за два года до этого он с семьёй жил в соседней с жертвой квартире и у них часто происходили ссоры, которые решались лишь с приездом сотрудников правоохранительных органов на место. Во время одной из таких ссор Модзелевский прямо в присутствии милиционеров сорвался и стал угрожать Галецкой убийством. В конце концов преступник вместе с семьёй перебрался жить в деревню Патоки, дом 58.
В результате чего в 4:30 утра 24 сентября 1967 года сотрудники милиции задержали Станислава Модзелевского по подозрению в убийстве своей бывшей соседки Марии Галецкой. Модзелевский был так шокирован арестом, что не оказал никакого сопротивления. Изначально он пытался отрицать всяческую связь с убийством Галецкой, но в его доме были обнаружены некоторые похищенные вещи убитой, тогда преступник стал давать показания, в том числе признался ещё в 7 убийствах, совершённых им с 1952 по 1956 годы, в которых его изначально никто и не подозревал. Кроме того, Модзелевский признался и в 8-м убийстве, совершённом им в окрестностях деревни Галковка ещё во время службы в армии. Его военная часть находилась как раз в окрестностях деревни, а Модзелевский, будучи водителем, за время службы хорошо изучил местные дороги и хорошо ориентировался. Тем не менее тело 1-й жертвы «Вампира из Галковки» так и не удалось найти.

## Суд и казнь
Понимая, что ему грозит смертная казнь, Модзелевский всяческий пытался изобразить из себя душевнобольного, с пристрастием рассказывая, как пытал своих жертв перед смертью. На версии невменяемости преступника попытался развить защиту и его адвокат Юлиуш Лескинский. Однако суд 5 февраля 1969 года приговорил Станислава Моделевского к смертной казни. Адвокат попытался оспорить решение психиатров, обследовавших Модзелевского, и добиться новой экспертизы, однако суд 4 июля 1969 года отклонил его просьбу, а 7 июля 1969 года подтвердил смертный приговор Станиславу Модзелевскому. 29 октября 1969 года Верховный суд Польской Народной Республики отклонил поданное Станиславом Модзелевским прошение о помиловании. Несколько писем Модзелевского, отправленных лично 1-му секретарю ПОРП Владиславу Гомулке с просьбой о помиловании либо пересмотре дела, так и остались без ответа.
В полдень, 13 ноября 1969 года приговор Станиславу Модзелевскому привели в исполнение.